# Wells Fargo Open 1979
Wells Fargo Open 1979 — жіночий тенісний турнір, що проходив на кортах з твердим покриттям San Diego Sports Arena в Сан-Дієго (США). Належав до Colgate Series в рамках Туру WTA 1979. Турнір відбувся вдруге і тривав з 30 липня до 5 серпня 1979 року. Перша сіяна Трейсі Остін здобула титул в одиночному розряді й отримала за це 14 тис. доларів США.

## Фінальна частина

### Одиночний розряд
Трейсі Остін —  Мартіна Навратілова 6–4, 6–2
- Для Остін це був 4-й титул в одиночному розряді за сезон і 7-й — за кар'єру.

### Парний розряд
Розмарі Казалс /  Мартіна Навратілова —  Енн Кійомура /  Бетті-Енн Стюарт 3–6, 6–4, 6–2

## Розподіл призових грошей
| Дисципліна       | П       | F      | 3-тє   | 4-те   | ЧФ     | 1/8  | 1/16 |
| Одиночний розряд | $14,000 | $7,000 | $3,800 | $3,400 | $1,800 | $950 | $450 |